# Mecistocephalus conspicuus
Mecistocephalus conspicuus är en mångfotingart som beskrevs av Carl Graf Attems 1938. Mecistocephalus conspicuus ingår i släktet Mecistocephalus och familjen storhuvudjordkrypare.
Artens utbredningsområde är Vietnam. Inga underarter finns listade i Catalogue of Life.